# Barranc de la Seuva
El Barranc de la Seuva és un barranc del terme municipal de Sant Esteve de la Sarga, del Pallars Jussà. És afluent del barranc de la Clua.
Es forma a uns 975 metres d'altitud, al vessant nord de la Serra d'Alsamora, al sud-est del poble de la Clua, al nord-est del d'Alsamora i al nord-oest del Tossal de Vilabella. Des d'aquest lloc davalla cap al nord-oest en direcció al poble de la Clua, prop del qual s'aboca en el barranc de la Clua.